# Slobodan Macura
Slobodan Macura - Bondo (Zadar, 26. travnja 1918. — Kalinovik, 21. ožujka 1943. ) bio je sudionik Narodnooslobodilačke borbe i narodni heroj Jugoslavije.

## Životopis
Rođen je 26. travnja 1918. godine u Zadru, u svećeničkoj obitelji. Osnovnu školu i gimnaziju završio je u Šibeniku. Godine 1937. upisao se u Beogradu na studij šumarstva. Kao student politički je bio vrlo aktivan. Ubrzo je bio izabran za predsjednika udruženja studenata šumarstva. Tu je postao i član Komunističke partije Jugoslavije.
U ožujskim događajima 1941. godine, sudjelovao je u beogradskim demonstracijama, a po fašističkoj agresiji vratio se u Šibenik, gdje su mu živjeli roditelji. Angažirao se na radu u partijskoj organizaciji. Bio je u delegaciji koju je organizirala KPJ u Šibeniku, a koja je od zapovjednika grada zahtijevala oružje radi obrane zemlje i suzbijanja petokolonaša. Odmah po okupaciji, Slobodan je s bratom Momčilom i još nekim omladincima bio uhićen. Nakon izvjesnog saslušavanja, pušten je iz zatvora. Odmah je napustio grad i, krajem srpnja 1941. godine, došao je u Bukovicu, te na području Gošića, Plavna i Tromeđe radio na pripremama za oružani ustanak.
U jesen 1941. godine, Slobodan je stupio u četu dalmatinskih boraca koja je došla u Liku i tu ušla u sastav partizanskog bataljuna „Marko Orešković“. Već poslije prvih borbi, po odluci KPJ, vratio se na politički rad u sjevernu Dalmaciju. Tu je, svibnja 1942., postao partijski rukovoditelj i zamjenik političkog komesara Prvog sjevernodalmatinskog bataljuna „Bude Borjan“. Istog dana Slobodan je s Prvom četom napao karabinijersku postaju u selu Bruškoj kod Obrovca, te su ih prisilili na predaju.
Krajem svibnja 1942. godine, Slobodan je postavljen za zapovjednika bataljuna „Bude Borjan“. Sljedećih dana s jednim vodom je na putu Ervenik—Žegar uništio talijansku autokolonu. Tom prilikom poginuo je prefekt zadarske provincije Vezzio Orazzi s tri časnika i sedam vojnika. Početkom srpnja 1942., na putu Kistanje—Knin, Slobodan je s dvije čete izvršio juriš na drugu talijansku autokolonu i izbacio iz stroja dva časnika i više vojnika. Tri dana kasnije, Slobodan je s četom napao i zauzeo karabinijersku postaju u selu Nuniću, nedaleko od Kistanja. Prilikom napada dva su karabinijera poginula, a sedam ih je zarobljeno.
Polovinom srpnja 1942. godine, Slobodan je postavljen za političkog komesara bataljuna „Branko Vladušić“, koji je 3. listopada 1942. godine ušao u sastav Druge dalmatinske proleterske brigade. U sastavu brigade bataljun je vodio borbu protiv ustaša za oslobođenje Kijeva, Livna i Posušja, te borbe protiv talijanskih snaga i četnika na Vrdima iznad Mostara i na Glavatičevu, a zatim sudjelovao u bitci na Neretvi. Osobito teške borbe bataljun je vodio s četnicima kod Kalinovika u nastupanju operativne grupe divizija NOVJ-a poslije bitke na Neretvi, 21. ožujka 1943. godine.
Toga dana četnici su pokrenuli napad na dominirajuće položaje Humca i Prisoje, koje je držao Slobodanov bataljun. Kada je vidio da su glavninom snaga krenuli na položaj njegove Treće čete, brzo se našao među njenim borcima. Na četnički juriš uslijedila je snažna vatra, a zatim Slobodanova zapovijed za protujuriš. Četnici su odbijeni uz velike gubitke. U protujurišu Slobodan je bio ranjen u koljeno i na zahtjev zapovjednika čete prebačen u zaklon iza položaja. Poslije podne, četnici su ponovno krenuli u napad. Slobodan se ponovo našao među borcima čete. Kada su četnici došli nadomak ručnih bombi, Slobodan se iz zaklona na položaju Kovačeva glava uspravio da osmotri položaj i borce na njemu, ali ga je pritom puščano zrno pogodilo u čelo.
Odlukom Prezidija Narodne skupštine Federativne Narodne Republike Jugoslavije, 5. srpnja 1951. godine, proglašen je za narodnog heroja.